# Sudbury, Derbyshire
Sudbury är en by och en civil parish i Derbyshire Dales i Derbyshire i England. Orten har 1 010 invånare (2011). Byn nämndes i Domedagsboken (Domesday Book) år 1086, och kallades då Sudberie.